# Peru na letnich igrzyskach olimpijskich
Oficjalnie Peruwiańczycy uczestniczą w letnich igrzyskach olimpijskich od roku 1900.
Do tej pory Peru występowało 21 razy na letnich igrzyskach olimpijskich.

## Medale dla Peru na letnich igrzyskach olimpijskich
| IO      | Liczba zawodników | złoto | srebro | brąz | Razem |
| ------- | ----------------- | ----- | ------ | ---- | ----- |
| IO 1900 | 1                 | –     | –      | –    | 0     |
| IO 1932 | 2                 | –     | –      | –    | 0     |
| IO 1936 | 40                | –     | –      | –    | 0     |
| IO 1948 | 41                | 1     | –      | –    | 1     |
| IO 1956 | 8                 | –     | –      | –    | 0     |
| IO 1960 | 31                | –     | –      | –    | 0     |
| IO 1964 | 31                | –     | –      | –    | 0     |
| IO 1968 | 28                | –     | –      | –    | 0     |
| IO 1972 | 20                | –     | –      | –    | 0     |
| IO 1976 | 13                | –     | –      | –    | 0     |
| IO 1980 | 28                | –     | –      | –    | 0     |
| IO 1984 | 1                 | –     | 1      | –    | 1     |
| IO 1988 | 21                | –     | 1      | –    | 1     |
| IO 1992 | 16                | –     | 1      | –    | 1     |
| IO 1996 | 29                | –     | –      | –    | 0     |
| IO 2000 | 21                | –     | –      | –    | 0     |
| IO 2004 | 12                | –     | –      | –    | 0     |
| IO 2008 | 13                | –     | –      | –    | 0     |
| IO 2012 | 16                | –     | –      | –    | 0     |
| IO 2016 | 29                | –     | –      | –    | 0     |
| IO 2020 | 35                | –     | –      | –    | 0     |
| IO 2024 | 26                | –     | –      | 1    | 1     |